# Nematus vicinus
Nematus vicinus är en stekelart som beskrevs av Audinet-serville 1823. Nematus vicinus ingår i släktet Nematus, och familjen bladsteklar. Arten är reproducerande i Sverige.